# 山口県道212号山口阿知須宇部線
山口県道212号山口阿知須宇部線（やまぐちけんどう212ごう やまぐちあじすうべせん）は、山口県山口市から宇部市に至る一般県道である。

## 概要
山口市陶から宇部市東岐波に至る。山口県道212号下郷山口線および山口県道364号阿知須東岐波線を母体として1991年（平成3年）に認定された路線。
起点付近の一部区間を除き山口市小郡下郷（交通センター前交差点・国道2号小郡道路小郡IC）までは他路線との重複区間で、その先山口市阿知須（きらら浜南交差点）間は「小郡阿知須道路」（おごおりあじすどうろ）の通称で山口きらら博開催に合わせて2001年（平成13年）に整備された高規格区間で、きらら浜付近を除き他の道路とは立体交差構造となっている。4車線で設計されたが、きらら博終了後に交通量が増えなかったこともあり、2025年（令和7年）現在もきらら浜付近を除いて暫定2車線での供用が続いている。なお、当路線に並行する山口宇部道路が2011年（平成23年）に延伸・無料化された。
阿知須駅前交差点から終点までは、旧国道190号の区間である。

### 路線データ
- 起点：山口市陶（丸尾沖交差点、山口県道61号山口小郡秋穂線交点）
- 終点：宇部市大字東岐波（前田交差点、国道190号交点）

## 歴史
- 1991年（平成3年） - 路線認定。

## 路線状況

### 重複区間
- 山口県道335号江崎陶線（山口市陶・亀谷交差点 - 山口市小郡下郷・新幹線駅入口交差点）
- 山口県道353号新山口停車場上郷線（山口市小郡下郷 - 山口市小郡御幸町）
- 国道9号（山口市小郡前田町・前田町交差点 - 山口市小郡下郷・交通センター前交差点）

### 道路施設

#### 橋梁
- 昭和橋[注釈 2]（椹野川、山口市）
- 相原大橋（今津川、山口市）
- 昭和橋[注釈 3]（井関川、山口市）

#### 道の駅
- きらら あじす（山口市）

## 地理

### 通過する自治体
- 山口市
- 宇部市

### 交差する道路
| 交差する道路                                           | 市町村名 | 交差する場所 | 交差する場所                |
| ------------------------------------------------------ | -------- | ------------ | --------------------------- |
| 山口県道61号山口小郡秋穂線                             | 山口市   | 陶           | 丸尾沖交差点 / 起点         |
| 山口県道335号江崎陶線 重複区間起点                     | 山口市   | 陶           | 亀谷交差点                  |
| 山口県道502号山口防府小郡自転車道線                    | 山口市   | 小郡下郷     |                             |
| 山口県道353号新山口停車場上郷線 重複区間起点           | 山口市   | 小郡下郷     |                             |
| 山口県道335号江崎陶線 重複区間終点                     | 山口市   | 小郡下郷     | 新幹線駅入口交差点          |
| 山口県道353号新山口停車場上郷線 重複区間終点           | 山口市   | 小郡御幸町   |                             |
| 国道9号 / 小郡改良 重複区間j起点                       | 山口市   | 小郡前田町   | 前田町交差点                |
| 国道2号 / E2A 小郡道路 国道9号 / 小郡改良 重複区間終点 | 山口市   | 小郡下郷     | 交通センター前交差点 小郡IC |
| 山口県道199号開作上嘉川停車場線                        | 山口市   | 嘉川         | 干見折IC                    |
| （山口市道）                                           | 山口市   | 江崎         | 浦辺IC                      |
| （山口市道）                                           | 山口市   | 江崎         | 相原IC                      |
| （山口市道）                                           | 山口市   | 深溝         | 唐樋IC                      |
| （山口市道）                                           | 山口市   | 佐山         | 渚IC                        |
| 山口県道25号宇部防府線                                 | 山口市   | 佐山         | 阿知須東IC                  |
| 山口県道213号きらら浜沖の原線                          | 山口市   | 阿知須       | きらら浜中交差点            |
| 国道190号 / 阿知須バイパス                             | 宇部市   | 大字東岐波   | 前田交差点 / 終点           |

### 交差する鉄道
- 山陽新幹線
- 山陽本線
- 宇部線

### 沿線
- JR西日本山陽本線・宇部線・山口線・山陽新幹線 新山口駅
- イオンタウン小郡
- 山口県総合交通センター
- 山口南警察署
- きらら浜
  - 山口きらら博記念公園
- 阿知須同仁病院
- 山口市役所阿知須支所
- JR西日本宇部線 阿知須駅
- 阿知須共立病院